# مكراندة زراقية
المكراندة الزراقية (الاسم العلمي:Micrandra siphonioides) هي نوع من النباتات تتبع جنس المكراندة من الفصيلة الفربيونية.